# Barnsjukhuset Martina
Barnsjukhuset Martina är ett privat sjukhus som ligger vid Sophiahemmet. Sjukhuset var ett av Sveriges första privata sjukhus och öppnades den 22 september 2008.
Verksamheten omfattar lättakut och specialistmottagning för barn mellan 0 och 18 år.